# Blah Blah Blah (Armin-van-Buuren-Lied)
Blah Blah Blah ist ein Lied des niederländischen Trance-DJs und -Produzenten Armin van Buuren. Es stellte den Höhepunkt seiner Liveauftritte während der Sommer-Tournee 2018 dar und wurde von weiteren namhaften DJs auf Festivals weltweit gespielt. Der Psytrance-Titel konnte in mehreren Ländern die Charts erreichen. Dieser Erfolg erregte, aufgrund der einfachen, teils humorvollen Auslegung des Liedes, die Aufmerksamkeit in der EDM-Szene.

## Hintergrund

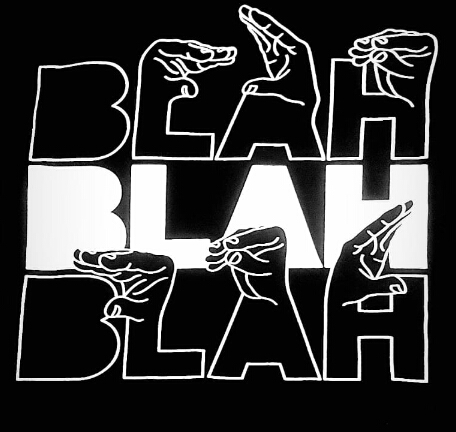
Blah-Blah-Blah-Schriftzug auf einem Merchandise-Artikel

An der Entstehung des Liedes war neben Armin van Buuren hauptsächlich Andrew Bullimore beteiligt. Dieser ist im EDM-Bereich unter dem Namen BullySongs als Sänger und Songwriter bekannt geworden, nachdem er an Charterfolgen wie Galantis – No Money und Felix Jaehn – Feel Good mitgewirkt hat. Auch hatte er Anteil an Liedern von Don Diablo (What We Started / Children Of A Miracle) sowie Sick Individuals (Waiting For You / Never Say Never). Mit Armin van Buuren entstanden bereits im Jahr 2015 die gemeinsamen Songs Freefall und Caught In The Slipstream, die Teil seines Albums Embrace waren.
Nachdem ihm Armin van Buuren auf einer gemeinsamen Tour seinen Track mit Vini Vici The Great Spirit vorspielte, schlug Bullimore einen Nachfolge-Song darauf basierend vor, jedoch mit Vocals von seinem Sohn. Dieser ist bereits im Schulalter als Sänger aktiv. Infolgedessen entstand eine „grobe Idee“ seitens Armin van Buurens in Form eines Kinderliedes. Zusammen mit seinem Freund Josh Record ergänzte Bullimore diese Version um den Songtext. Diesen ließ er von seinem Sohn Aidan singen. Auch seine eigene Stimme war (in stark bearbeiteter Form) Teil des Entstehungsprozesses.
Laut Aussagen von Armin van Buuren war Blah Blah Blah ursprünglich als ein Spaß-Track geplant, welchen er lediglich bei Auftritten seiner Sommer-Festivaltournee spielen wollte, analog zu seinen früheren Songs Ping Pong und This Is A Test. Damit entgegnete er Vermutungen, wonach sich der Song an Hater richte. Eine Veröffentlichung als Single war nicht vorgesehen. Auch habe er an dem Track nur einen Tag gearbeitet.
Zum ersten Mal spielte Armin van Buuren den Song während seinem Set beim Ultra Music Festival 2018, welches auch live übertragen wurde. Die Reaktionen fielen zunächst positiv aus, sodass der Track essentieller Bestandteil von Live-Sets weiterer namhafter DJs wurde, u. a. von Hardwell, W&W und Dannic. Nachdem sich das Lied als Festivalhit etabliert hatte, wurde es am 18. Mai 2018 offiziell als Single veröffentlicht.

## Musikalisches und Inhalt
Das Lied basiert auf der Melodie eines alten Volksliedes, dessen Urheber nicht mehr bekannt ist und somit frei verwendbar ist. Armin van Buuren dementierte, dass es sich um ein Sample handle.
Der Track beginnt mit den einfachen Vocals, die von einem Kinderchor gesungen und langsam lauter werden, bis die Drums einsetzen. Nachdem diese in einem Loop enden, folgt nach einer kurzen Pause der für Psy-Trance typische auf Triplets basierende Drop. Währenddessen wiederholen sich dieselben Lyrics der Kinderstimme, was dem Lied einen Ohrwurm-Charakter verleiht. Sobald diese von „digitalen Trance-Klängen“ abgelöst wurden, schließt sich der Hauptteil an. In diesem ist wiederum nach einer kurzen Pause eine balladenartige Melodie aus Klavier-Akkorden zu hören, in die sich die Vocals einfügen. Diese gehen langsam in den zweiten vom Klavier untermalten Drop über, wonach das Lied ausklingt.
Der Song hat 138 bpm und lässt sich insgesamt im Bereich Psy-Trance einordnen, wobei es sich jedoch deutlich durch die scherzhafte Ausrichtung und den minimalistischen Stil von früheren Werken Armin van Buurens unterscheidet.
Der simple Songtext wiederholt sich mehrmals, sowohl im Break als auch im Drop. Dabei steht der Songtitel im Vordergrund, der, passend zum kindlichen Thema, in Reimform verbaut ist.

“All we ever hear from you is blah blah blah

So, all we ever do is go ja ja ja

And we don't even care about what they say

Cause it's ja ja ja ja

Blah blah blah blah”

„Alles, was wir je von euch hören ist blah blah blah

Also ist alles was wir je tun ja ja ja

Und uns kümmert überhaupt nicht was sie sagen

Denn es ist ja ja ja ja

Blah blah blah blah“

## Veröffentlichung
Neben der Veröffentlichung als Single am 18. Mai 2018 unter Armada Music (Katalognummer: 8718522205507), ist das Lied Bestandteil der gleichnamigen EP Blah Blah Blah (Katalognummer: 8718522205569). Diese erschien am 8. Juni 2018 unter Armind, einem Sublabel von Armada und beinhaltet drei weitere Kollaborationen. Anfang Juli erschien die Remix-EP u. a. mit einer Version von Hardstyle-Produzent Brennan Heart, die das Finale von Armin van Buurens Tomorrowland-Auftritt darstellte (Katalognummer: 8718522212345).

### Digitale Single
| #  | Version                       | Länge |
| -- | ----------------------------- | ----- |
| 1. | Blah Blah Blah                | 3:03  |
| 2. | Blah Blah Blah (Extended Mix) | 6:06  |
| 3. | Blah Blah Blah (Acapella)     | 1:30  |

### Blah Blah Blah EP
Die EP enthält darüber hinaus die Extended-Versionen von jedem Lied. Auf der Bonustrack Version ist außerdem die Acapella-Version zu finden.
| #  | Titel           | Interpret                                  | Länge |
| -- | --------------- | ------------------------------------------ | ----- |
| 1. | Blah Blah Blah  | Armin van Buuren                           | 3:03  |
| 2. | The Last Dancer | Armin van Buuren & Shapov                  | 3:30  |
| 3. | Just As You Are | Armin van Buuren & Rising Star feat. Fiora | 2:56  |
| 4. | Popcorn         | Armin van Buuren & Popov                   | 3:23  |

### Remix-EP
| #  | Remix                                               | Länge |
| -- | --------------------------------------------------- | ----- |
| 1. | Blah Blah Blah (Bassjackers Remix)                  | 3:16  |
| 2. | Blah Blah Blah (Alyx Ander Remix)                   | 2:55  |
| 3. | Blah Blah Blah (Brennan Heart & Toneshifterz Remix) | 3:20  |
| 4. | Blah Blah Blah (Kid Comet Remix)                    | 3:10  |
| 5. | Blah Blah Blah (Zany Remix)                         | 2:32  |
| 6. | Blah Blah Blah (Tru Concept Remix)                  | 2:57  |

## Musikvideo

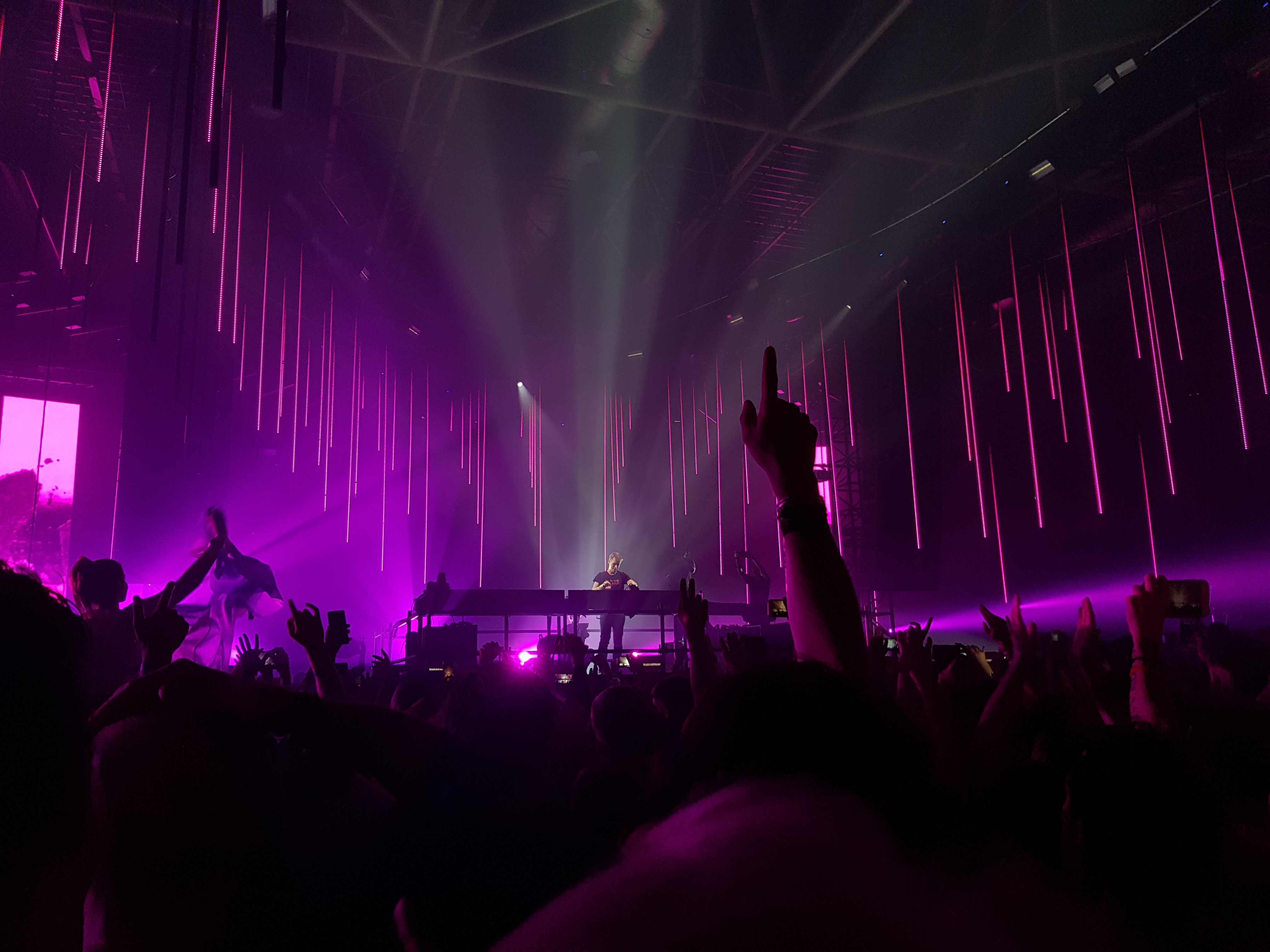
Armin van Buuren beim ASOT Utrecht, wo Teile des Musikvideos aufgenommen wurden

Das offizielle Musikvideo wurde auf dem YouTube-Kanal von Armin van Buuren veröffentlicht. Dabei handelt es sich um ein Lyrikvideo. Der Liedtext wird in der üblichen ausgefüllten Schriftart eingeblendet, die regelmäßig für Artworks, Merchandise und Visuals von Armin van Buuren verwendet wird. Jedoch werden im Zusammenhang mit Blah Blah Blah – auch über das Musikvideo hinaus – nur die Farben Schwarz oder Gelb benutzt. In manchen Buchstaben wurden gestikulierende Hände eingebaut, welche übermäßiges Reden symbolisieren sollen. In diesem Stil ist auch der Blah Blah Blah Schriftzug auf dem Cover designed. Im Hintergrund sind Ausschnitte eines Auftritts von Armin van Buuren beim A State Of Trance – Be in the Moment Festival aus dem Jaarbeurs Utrecht zu sehen, welches im Februar 2018 stattfand.
Das YouTube-Video wurde in den ersten drei Wochen nach Veröffentlichung über vier Millionen Mal gesehen. Bis Oktober stieg der Wert auf über 114 Millionen Aufrufe an.

## Rezeption
Das Lied polarisierte von Beginn an. Während es auf Festivals euphorisch aufgenommen wurde, gab es insbesondere in der Trance-Szene zum Teil heftige Beanstandungen. Zum einen wurde gelobt, dass aus einfachsten Elementen ein erfolgreicher Festivalhit entstanden ist, zum anderen sahen viele die Nähe zu Trance bzw. Psy-Trance nicht mehr gegeben. So fielen auch die Kritiken gemischt aus:

„‚Blah Blah Blah‘ von Armin van Buuren ist ein lustiger Psy-Trance-Titel, der durchaus seine Daseinsberechtigung hat. Leider fehlt ihm an den wichtigen Stellen das letzte Etwas, um wirklich einschlagen zu können. (…) Leider hat Armin van Buuren bei diesem Psy-Trance-Song etwas danebengegriffen, was die Gestaltung des Drops angeht. (…) Der zweite Break kann durch schöne Piano-Klänge absolut überzeugen.“

Ähnlich ausgewogen äußerte sich das Magazin edmsauce, indem es die Stärken und Schwächen eines solch einfachen Tracks zusammenfasste:

„Derselbe Sample einer Kinderstimme wiederholt sich durchgehend. (…) Das wurde ehrlichgesagt etwas störend meiner Meinung nach. ‚Blah Blah Blah‘ macht vieles richtig. Der lebhafte, mitreißende Beat und minimalistischer Stil sind genau das, was die meisten Festival- und Clubbesucher verlangen. Der Track lässt außerdem Raum für einen Remix.“

Für den EDM Reviewer war der abwechslungsreiche Stil des Liedes ausschlaggebend für eine positive Bewertung von 86/100:

„Auch wenn viele Trance-Kritiker ihre gemischten Gefühle bezüglich dieses Liedes äußern werden, so kann mit Sicherheit gesagt werden, dass ‚Blah Blah Blah‘ etwas Unterschiedliches und Frisches darbietet.“

## Kommerzieller Erfolg
Auf Spotify wurde das Lied mehr als 57 Millionen Mal aufgerufen.

### Chartplatzierungen
Blah Blah Blah avancierte in diversen Ländern zum Charthit, in Deutschland ist es unter anderem die höchstplatzierte Single von Armin van Buuren und löste damit This Is What It Feels Like (Rang 42) aus dem Jahr 2013 ab.
| ChartsChartplatzierungen  | Höchstplatzierung | Wochen |
| ------------------------- | ----------------- | ------ |
| Deutschland (GfK)         | 11 (35 Wo.)       | 35     |
| Niederlande (Media Markt) | 31 (6 Wo.)        | 6      |
| Österreich (Ö3)           | 15 (21 Wo.)       | 21     |
| Schweiz (IFPI)            | 44 (19 Wo.)       | 19     |

| ChartsJahrescharts (2018) | Platzierung |
| ------------------------- | ----------- |
| Deutschland (GfK)         | 53          |
| Österreich (Ö3)           | 59          |

### Auszeichnungen für Musikverkäufe
| Land/Region                  | Auszeichnungen für Musikverkäufe (Land/Region, Auszeichnung, Verkäufe) | Verkäufe  |
| ---------------------------- | ---------------------------------------------------------------------- | --------- |
| Belgien (BRMA)               | Gold                                                                   | 20.000    |
| Dänemark (IFPI)              | Platin                                                                 | 90.000    |
| Deutschland (BVMI)           | 3× Gold                                                                | 600.000   |
| Frankreich (SNEP)            | Platin                                                                 | 200.000   |
| Italien (FIMI)               | Gold                                                                   | 35.000    |
| Kanada (MC)                  | Gold                                                                   | 40.000    |
| Niederlande (NVPI)           | Gold                                                                   | 40.000    |
| Norwegen (IFPI)              | Gold                                                                   | 30.000    |
| Spanien (Promusicae)         | Gold                                                                   | 30.000    |
| Vereinigte Staaten (RIAA)    | Gold                                                                   | 500.000   |
| Vereinigtes Königreich (BPI) | Silber                                                                 | 200.000   |
| Insgesamt                    | 1× Silber · 8× Gold · 3× Platin ·                                      | 1.785.000 |

## Trivia
- Blah Blah Blah wird als Werbelied für die US-amerikanische Kampagne einer Unterwäschemarke von Victoria’s Secret benutzt.[26]
- Im August 2018 erschien eine eigene Merchandise-Kollektion mit dem Thema Blah Blah Blah. Eine signierte Jacke daraus wurde im Rahmen des DJ Mag Top 100 Votings versteigert und dessen Erlös an UNICEF gespendet.[27]
- In Presse- und Promotionstexten zu dem Lied wird Armin van Buuren auf die Frage nach seiner Inspiration zitiert mit: „Blah Blah Blah Blah Blah (...)“. Diese (fiktive) Aussage bekräftigt die ironische Intention des Liedes.[28]
- Andrew Bullimores älterer Sohn war ebenfalls an einem Charterfolg beteiligt. Im Alter von zehn Jahren lieferte Reece Bullimore die Vocals zu Galantis – No Money, welches Platz zehn der deutschen Charts erreichte.[29]
- Armin van Buuren ist nicht der erste Interpret, der mit dem Titel „Blah Blah Blah“ die Charts erreichen konnte: Kesha – Blah Blah Blah wurde 2010 mit mehreren Schallplatten ausgezeichnet, während Gigi D’Agostino (in leicht abgewandelter Schreibweise) bereits 1999 einen Charterfolg mit dem Titel aufweisen konnte.
- Das Magazin Dance-Charts errechnete aus Klickzahlen und Chartplatzierungen, dass es sich bei Blah Blah Blah bereits drei Monate nach Release um Armin van Buurens vierterfolgreichsten Song handle.[30]